# 캄발, 카리발
《캄발, 카리발》(필리핀어: Kambal, Karibal)는 2017년 방영된 필리핀의 드라마이다.